# Liane Moitzi

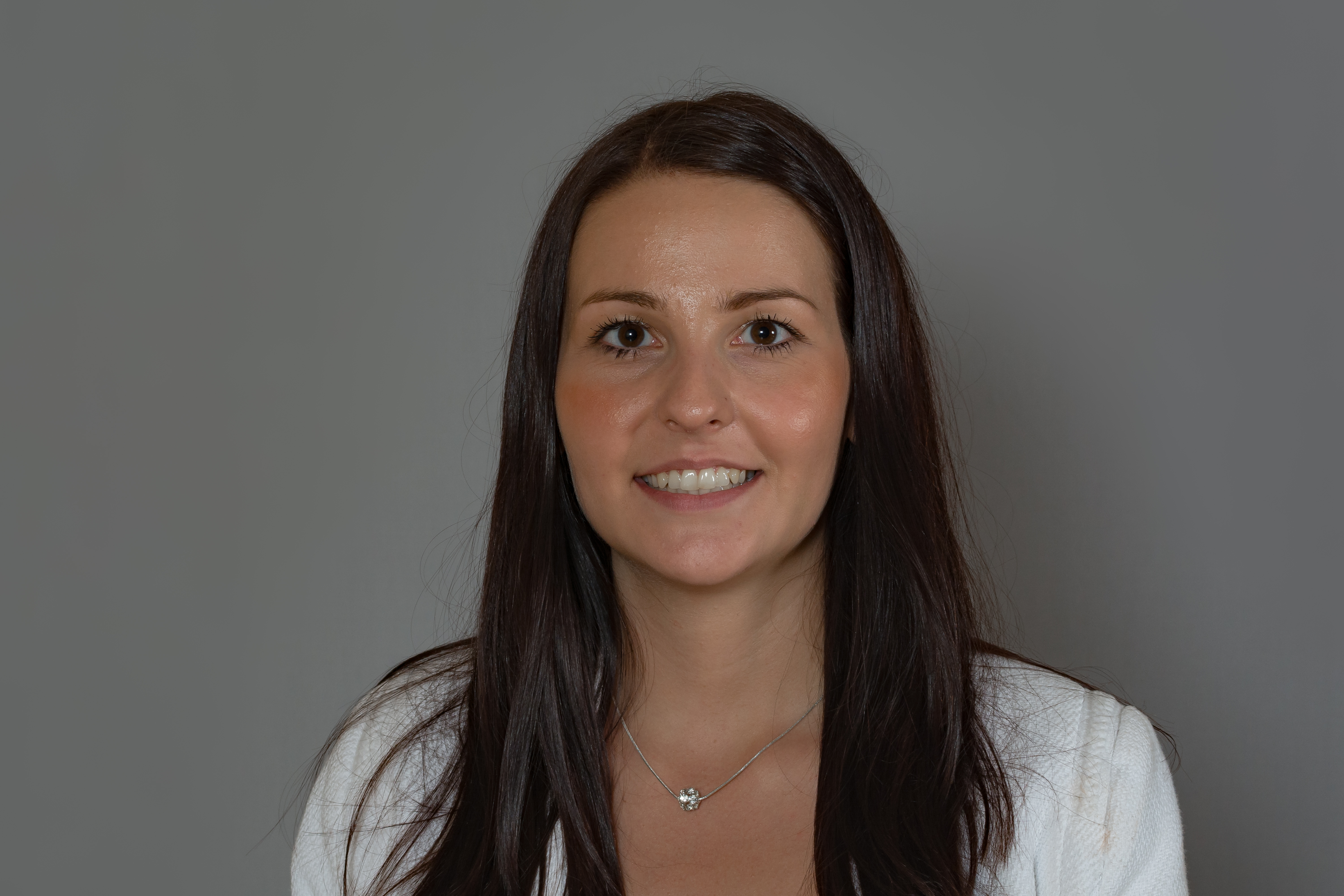
Liane Moitzi (2016)

Liane Moitzi (* 18. September 1992 in Judenburg) ist eine österreichische Politikerin der FPÖ. Sie wurde am 16. Juni 2015 als Abgeordnete zum Steiermärkischen Landtag angelobt, dem sie bis zum 17. Dezember 2019 angehörte.

## Ausbildung
Moitzi besuchte nach der Grundschule das Bundesgymnasium und wechselte dann auf die Handelsakademie in Judenburg, die sie mit der Matura abschloss.

## Politische Karriere
Moitzi, die aus Fohnsdorf stammt, trat 2009 dem Ring Freiheitlicher Jugend (RFJ) bei. Dort wurde sie Bezirksobfrau im Murtal, wo sie die Gründung mehrerer RFJ-Ortsgruppen initiierte, und war ab 2013 stellvertretende Landesobfrau. Im Juni 2017 wurde sie als Nachfolgerin von Stefan Hermann zur Landesobfrau des RFJ Steiermark gewählt.
Im Jahr 2014 wurde Moitzi parlamentarische Mitarbeiterin von Mario Kunasek, der zu dieser Zeit Abgeordneter der FPÖ im Nationalrat war, und von Walter Rauch.
Bei der Gemeinderatswahl 2015 kandidierte Moitzi für die FPÖ in Judenburg und konnte sich dort ein Mandat im Gemeinderat sichern. Sie wurde am 21. April 2015 im Rahmen der konstituierenden Sitzung des Gemeinderats angelobt.
Am 3. April 2015 wurde offiziell bekanntgegeben, dass Moitzi für die Landtagswahl 2015 als Jugendkandidatin auf der Landesliste der FPÖ kandidieren wird. Am 16. Juni 2015 wurde sie als jüngstes Mitglied des Landtags angelobt.
Im Landtag war Moitzi Mitglied in den Ausschüssen für Bildung (Bildung, Schule, Kinderbetreuung, Jugend, Frauen, Familie und Sport), Landwirtschaft (Land- und Forstwirtschaft) und Petitionen. Nach der Landtagswahl 2019 schied sie aus dem Landtag aus.
Zum ebenfalls aus Judenburg stammenden Wolfgang Moitzi besteht kein Verwandtschaftsverhältnis.